# Rodolfo Olgiati

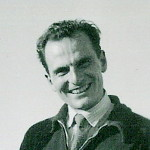
Rodolfo Olgiati

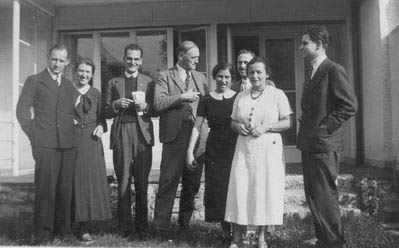
Komitee des Internationalen Zivildienstes 1936: Olgiati dritter von links, rechts neben ihm Pierre Cérésole

Rodolfo Olgiati (* 30. Juni 1905 in Lugano; † 31. Mai 1986 in Bern) war ein Schweizer Pädagoge und humanitärer Aktivist.

## Leben
Olgiati besuchte die Schulen in Chur und Bern. Nach der Matura studierte er Mathematik und Physik an der ETH Zürich und schloss als diplomierter Fachlehrer ab. In dieser Zeit machte der die Bekanntschaft mit Leonhard Ragaz. Von 1929 bis 1932 war er Lehrer an der Odenwaldschule in Heppenheim. 1933 arbeitete er im Faithfull Heim für Schwererziehbare in England. Von 1934 bis 1935 war er Mitarbeiter von Fritz Wartenweiler in den Jungmännerkursen. 1935 wurde er Sekretär des Internationalen Zivildienstes.

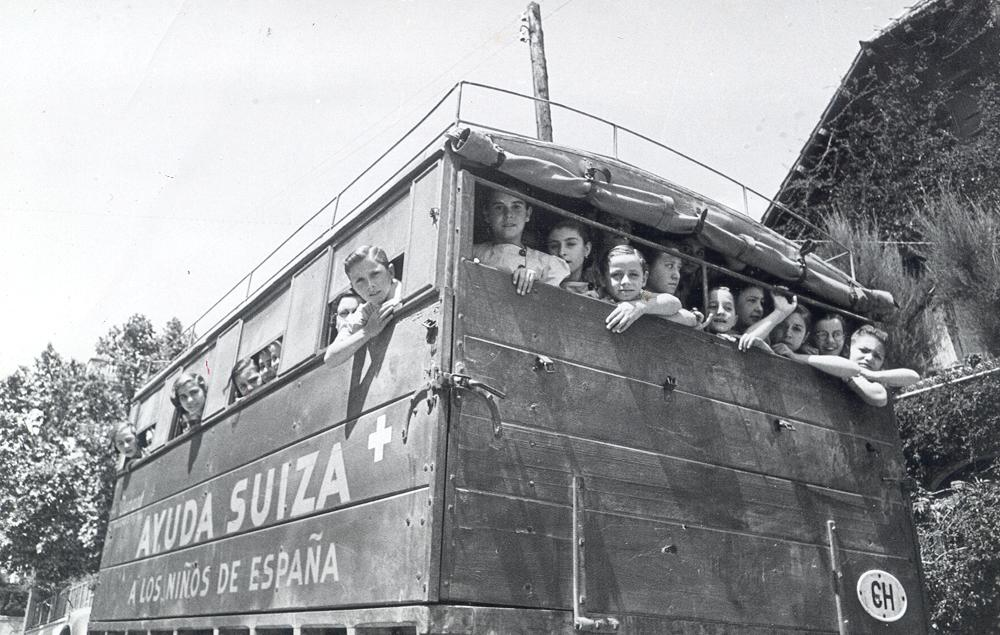
Evakuation von Spanierkinder durch die Ayuda Suiza 1937

Während des Spanischen Bürgerkriegs setzte er sich für die Rettung gefährdeter Kinder ein und gründete mit Fritz Wartenweiler, Regina Kägi-Fuchsmann und anderen im Februar 1937 das Schweizerische Hilfskomitee für die Kinder Spaniens (SAS) (Ayuda suiza para los ninos Espana) als Dachorganisation von 14 Hilfswerken, die dem Freiwilligen Internationalen Zivildienst in Valencia und Madrid unterstand. Als Zentralsekretär erarbeitete er ein neues Konzept der Kinderhilfe. Anstatt bedürftige Kinder für einen Erholungsaufenthalt in der Schweiz zu holen, sollte Hilfe vor Ort geleistet werden. Dazu gehörte die Evakuation von Kindern, Frauen, Kranken und älteren Leuten von der Front, die Transporte der Hilfsgüter in die Frontgebiete und die Gründung von Kinder- und Mütterheime sowie die Errichtung von Kantinen.
In Spanien lernte er Irma Schneider, seine spätere Frau, kennen, die als ehemalige Lehrerin an der Schweizerschule in Barcelona, die Kantine für schwangere und stillende Frauen in Madrid führte.
Als sich mit dem Beginn des Zweiten Weltkrieges das Kriegselend auf immer weitere Länder (Finnland, Polen, Benelux, Frankreich) ausbreitete, half er im Januar 1940 17 Organisationen unter der Dachorganisation Schweizerische Arbeitsgemeinschaft für kriegsgeschädigte Kinder (SAK) zusammenzuführen. Als Zentralsekretär setzte er sich 1940–1941 für die humanitäre Arbeit der SAK in der "freien Zone" in Südfrankreich und in der Schweiz ein, koordinierte die Tätigkeiten der freiwilligen Mitarbeiter und führte die Verhandlungen mit den Behörden in Bern.

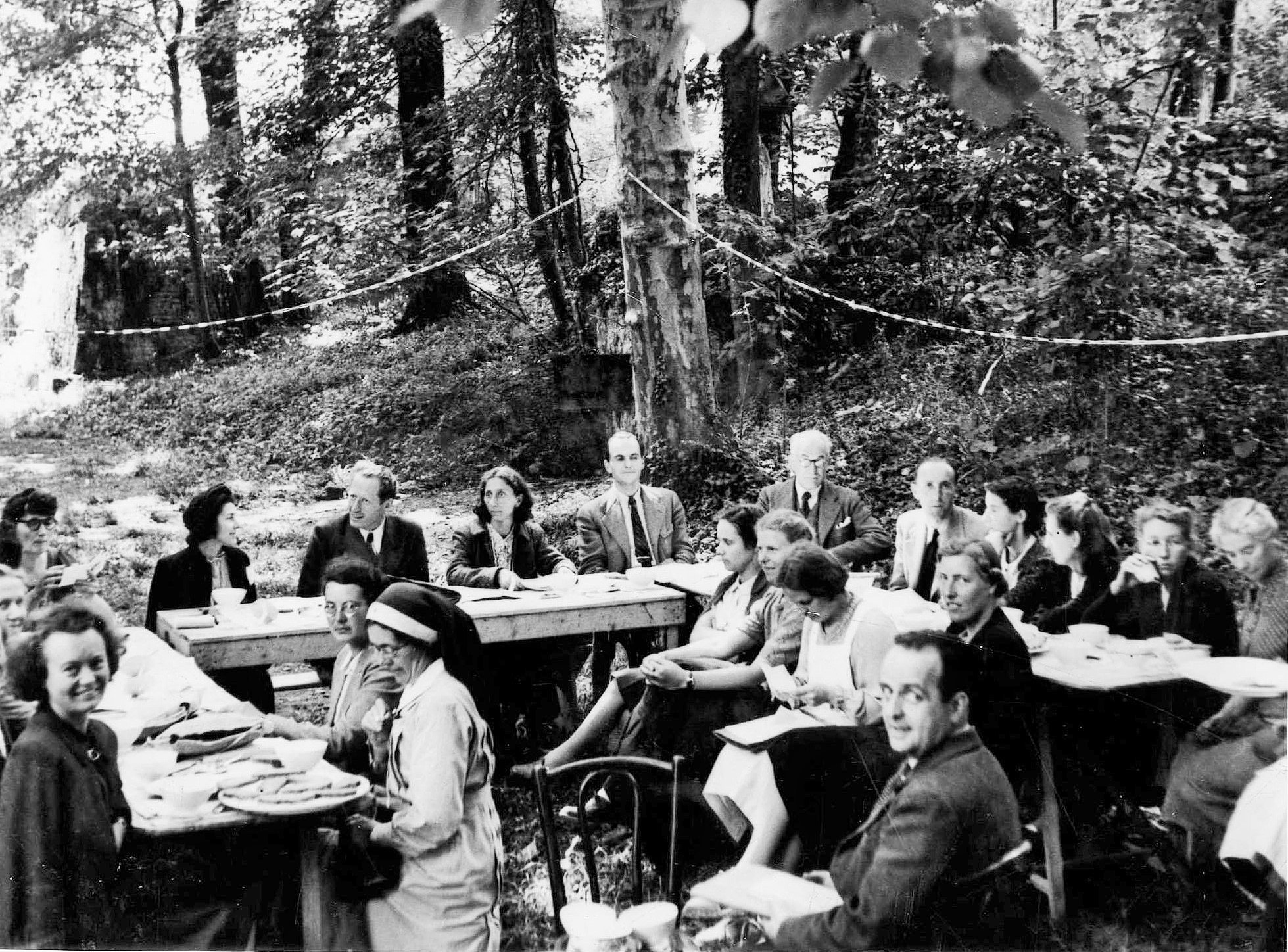
Rodolfo Olgiati (Tisch im Hintergrund: 1. von rechts), SRK-Mitarbeiter Treffen in Montluel (Ain), Juni 1942

Im Januar 1942 wurde vom Schweizerischen Roten Kreuz und vom SAK die Schweizerisches Rotes Kreuz, Kinderhilfe gegründet, um die Kinderhilfe auf ganz Europa ausweiten zu können. Olgiati brachte seine Organisationserfahrung von 1942 bis 1943 als Zentralsekretär in die SRK Kinderhilfe ein, wobei die wichtigen Entscheide nun vom Exekutivkomitee der stark vergrösserten Organisation gefällt wurden, in dem SAK und SRK paritätisch, neben den Vertretern des Bundesrates, vertreten waren. Ende 1943 trat er zurück und 1944 wurde die SAK aufgelöst.
Von Ende 1944 bis 1948 war er operativer Leiter der Schweizer Spende, ab 1948 Schweizer Europahilfe (SEH). Er initiierte insbesondere die Hilfe für Deutschland und half Vorbehalte gegenüber dem nördlichen Nachbar abzubauen. Ab 1949 bis 1970 war er Mitglied des Internationalen Roten Kreuzes IKRK in Genf, wohin er seinen Wohnsitz verlegte. 1958 übernahm der die Leitung der neugegründeten Ostschweizerischen Evangelischen Heimstätte Wartensee. Im gleichen Jahr gründete er mit Regina Kägi-Fuchsmann und siebzig Personen unterschiedlicher ideeller Herkunft den Verein Schweizerisches Hilfswerk für aussereuropäische Gebiete (SHAG), seit 1965 Helvetas.

## Werk

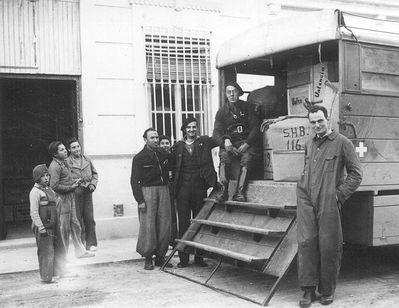
Olgiati rechts, Spanien 1937

Olgiatis Wirken steht in der humanitären Tradition der Schweizer Aussenpolitik. Die Idee der humanitären Schweiz als Friedensinsel und rettender Hafen für Flüchtlinge wurde mit der Gründung des Roten Kreuzes von 1863 und der Internierung der Bourbakiarmee während des Deutsch-Französischen Krieges 1871 geboren.
Als Leiter der Zentralstelle der Schweizer Spende in Bern hatte Olgiati sämtliche Hilfsaktionen der Schweiz in 18 vom Krieg versehrten europäischen Staaten zu koordinieren. Olgiati war sowohl für die zahlreichen Länderbüros, in denen sich Spezialisten mit den Hilfsaktionen befassten als auch für die vielen Delegierten, die in den Zielländern deren Vorbereitung und Durchführung sicherstellten, zuständig.
1947 wies Olgiati im Mitteilungsblatt der Schweizer Spende darauf hin, dass es an der Zeit sei, von der Nachkriegshilfe zur Friedensarbeit weiterzuschreiten. Er erkannte in der Unterstützung der wirtschaftlich unterentwickelten Länder ausserhalb Europas die neue Aufgabe der schweizerischen Hilfstätigkeit. Olgiati gilt als der erste Schweizer, der eine Hilfstätigkeit in einen globalen Rahmen stellte und vom Wohlergehen aller Völker sprach.
Er war aktives Mitglied in zahlreichen humanitären Organisationen wie der Schweizerischen Flüchtlingshilfe, der Schweizerischen Europahilfe, dem Schweizerischen Hilfswerk für aussereuropäische Gebiete (später Helvetas) und er engagierte sich für die Einführung des Zivildienstes.

## Humanitäre Mitkämpfer Olgiatis
Bekannte Persönlichkeiten, die mit Olgiati zusammenarbeiteten. Sie stehen stellvertretend für viele Helfer und unzählige Spender und Sympathisanten, die diese humanitären Aktionen erst ermöglichten:
- Elisabeth Eidenbenz
- Gertrud Lutz-Fankhauser
- Rösli Näf

- Elsbeth Kasser
- Gertrud Kurz
- Elisabeth Rotten
- Paul Vogt
- Ernst Wetter

## Auszeichnung
- 1959 Dr. med. h. c. der Universität Basel

## Schriften
- Nicht in Spanien hat's begonnen. Von Erfahrungen und Erlebnissen internationaler Hilfsarbeit. Lang, Bern 1944.
- mit Ernst Wetter: Die Schweizer Spende 1944–1948. Tätigkeitsbericht. Zentralstelle der Schweizer Spende, Bern 1949.
- Werkplätze einer Zukunft, Herbert Lang; Peter Lang Verlag, Bern; Frankfurt/M. 1975, ISBN 3-261-01444-X.